# 利雪的德蘭
里修的德蘭（拉丁語：Teresia Lexoviensis；1873年1月2日—1897年9月30日），本名瑪利-方濟各·德肋撒·馬汀（法語：Marie-Françoise Thérèse Martin），宗教名聖嬰耶穌與耶穌聖容德蘭（法語：Thérèse de l'Enfant-Jésus et de la Sainte-Face），是一名法國赤足加爾默羅會修女。她是天主教會所宣列的聖人及教會聖師，並以「基督的小花」之名為人所知，華人天主教會也多稱為「小德蘭」，以與聖德蘭·亞維拉區分。
由於她對靈修生活的簡樸與實踐態度，德蘭成為天主教徒及其他人心目中極具影響力的聖德典範。她是教會歷史上最受歡迎的聖人之一，儘管她生前並不為人所熟知。教宗庇護十世稱她為「現代最偉大的聖人」。
德蘭自幼便感受到修道生活的召喚，並在克服各種障礙後，於1888年15歲時成為修女，加入位於法國諾曼第里修的加爾默羅隱修會，與她的兩位姐姐一同生活（另一位姐姐賽琳也於稍後加入該修會）。在加爾默羅隱修院的九年間，她擔任過多項職務，如聖器室負責人及初學導師助理。然而，在她生命最後的十八個月中，她經歷了所謂的「心靈的黑夜」——在此期間，她感到耶穌似乎遠離，並為天主是否存在的懷疑所煎熬。德蘭最終因肺結核病逝，年僅24歲。
德蘭去世後，她的靈修自傳《靈心小史》在全球廣泛流傳，書中闡述了她著名的「神嬰小道」神學思想。由於她極高的聲望與聖德，教宗庇護十一世迅速推動其列品程序，並於她逝世僅28年後將她冊封為真福及聖人。1997年，教宗若望保祿二世宣佈她為「教會聖師」。1927年至1969年間，她的紀念日在《羅馬天主教聖人曆》中定為10月3日，自1969年起改為10月1日。她在世界各地廣為人知，法國里修聖殿則是繼盧爾德之後，該國第二大朝聖地。

## 生平

### 早年生活
德蘭於1873年1月2日出生於法國阿朗松聖布萊斯街（Rue Saint-Blaise），是瑪麗-阿澤莉·蓋蘭（Marie-Azélie Guérin，通常稱為澤莉）與路易·馬丁（Louis Martin）的女兒，後者是一名珠寶匠與鐘錶匠。她的父母都是虔誠的天主教徒，並最終成為天主教會首對同時被封聖的夫婦（由教宗方濟各於2015年封聖），至今仍為唯一一對。
路易曾渴望成為咏祷司铎，想加入大聖伯爾納旅舍（Great St Bernard Hospice），但因不懂拉丁文而遭拒絕。澤莉個性堅強、活躍，曾渴望服務病患，也曾考慮獻身修道生活，但亞朗松主宮醫院（Hôtel-Dieu）的修會女院長堅決勸阻了她。失望之餘，澤莉改學蕾絲編織。她在此技藝上表現卓越，22歲時就在聖布萊斯街開設了自己的事業。
路易與澤莉於1858年初相識，並在同年7月13日於亞朗松聖母聖殿結婚。起初他們立志如兄妹般守貞終生，但在神師的勸導下改變了生活方式，並育有九名子女。從1867年至1870年，他們失去了三名嬰兒及五歲的海蓮（Hélène）。五名倖存的女兒全數成為修女，而德蘭正是他們最小的么女。
1873年1月，德蘭·馬丁出生後不久，她的存活情況一度令人擔憂，但在乳母的悉心照料下很快恢復了健康。她在一個非常虔誠的天主教家庭中成長，包括清晨五點半參加彌撒、嚴格守齋，以及隨著禮儀年曆的節慶祈禱。馬丁一家也常行慈善之舉，探望病人與老人，偶爾還會讓流浪漢坐上自家的餐桌。即使德蘭並不像後來姐姐們所描繪的那樣是個完美的小女孩，她對這樣的教育卻非常有感應。
1877年8月28日，德蘭的母親澤莉去世，享年45歲。她的葬禮在阿朗松聖母大殿舉行。當時德蘭僅四歲半，她寫道：“母親生病的每一個細節，我至今仍記得，尤其是她在世上的最後幾週。”她記得母親彌留時接受終傅聖事的房間場景，當時她跪著，而父親則在哭泣，她寫道：“媽媽去世後，我快樂的性情也變了。以前我是那麼活潑開朗，現在卻變得膽怯敏感，只要有人看我就會哭。只有沒有人注意到我時，我才感到快樂……只有在家人無比溫柔的呵護下，我才能做回自己。”
澤莉去世三個月後，馬丁帶著女兒們離開了他度過青春與婚姻歲月的阿朗松，搬到了諾曼第卡爾瓦多斯省的里修。在里修，德蘭的姐姐寶琳（Pauline）擔起了“媽媽”的角色，她非常認真地對待這個角色，德蘭因此與她，以及年齡最接近的姐姐瑟琳（Céline），關係特別親密。

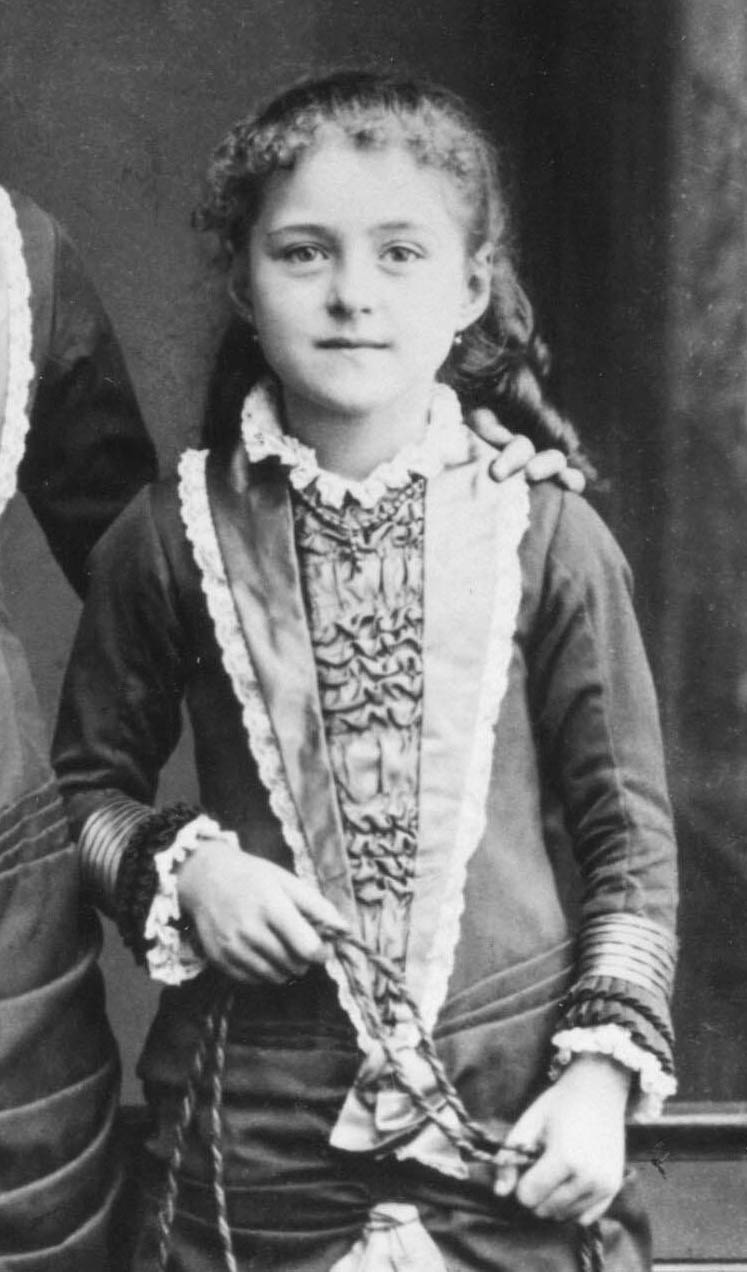
八歲的德蘭，拍攝於1881年

德蘭直到八歲半前都在家接受教育，之後進入里修聖母修道院（Abbey of Notre Dame du Pre）的本篤會修女學校就讀。由瑪麗（Marie）與寶琳細心教導的她，在班上表現優異，唯獨書寫與算術稍遜。然而，因為年紀小、成績好，她反而成為被排擠的對象。德蘭因天性敏感，內心十分痛苦，常默默流淚。休息日時，她越來越依戀在里修的堂妹瑪麗·蓋蘭（Marie Guérin），兩人經常模仿隱士修行的生活，就如同聖女大德蘭年幼時與兄長所做的一樣。
1882年10月，當她九歲時，二姐寶琳進入了里修的加爾默羅隱修院。這對德蘭是極大的打擊。她明白寶琳從此成為隱修修女，永遠無法回家：「我在心底說：我已經失去寶琳了！」她也渴望加入加爾默羅會，但被告知年紀尚小。

### 患病
在這段時期，德蘭經常生病，開始出現神經性顫抖。這些顫抖是在某個晚上發作的，當時舅舅帶她散步，談起了已逝的母親澤莉（Zélie）。家人以為她是著涼了，便用毯子將她裹緊，但顫抖依然持續。她咬緊牙關，無法說話。家人請來諾塔醫生（Dr. Notta），但他無法確診。1883年復活節期間，蓋拉爾醫生（Dr. Gayral）診斷她為「因情緒受挫而引發神經性發作」。然而，這些症狀隨後惡化為高燒、幻覺和恐懼症狀。
寶琳雖已隱修，仍十分擔憂，於是經常寫信給德蘭，並試圖以各種方式干預。在1883年5月13日五旬節那天，里奧妮（Léonie）、瑪麗和瑟琳試圖安撫病中的德蘭，但她已認不出她們。最終，德蘭在被移到姐姐瑪麗房間后，凝視著房內的聖母像而獲得康復。她報告說自己看見聖母向她微笑，她寫道：「我們萬福的聖母來了，她對我微笑。我多麼幸福啊！」隔天起，她的病情完全消失，僅在當月出現兩次輕微警訊。此後德蘭仍然體弱，但再未有過這類症狀。然而，1883年5月底，當德蘭依長姊瑪麗之請向加爾默羅修女們講述這次神視時，卻遭到了她們的連番追問，這使她開始動搖、失去自信，自我懷疑令她質疑所發生的一切：「我以為自己撒了謊——我無法帶著內心深深的厭惡看待自己。」「在康復後很長一段時間內，我都以為自己的病是故意裝出來的，這對我的靈魂來說真是一次真正的殉道。」這樣的懷疑與自責纏繞了她整整五年。
1886年10月，大姊瑪麗也進入了同一所加爾默羅修院，而三姐里奧妮則進入貧窮嘉蘭會，這對德蘭來說是另一重打擊。她感到憤怒，並為此流下「痛苦的眼淚」，因為她們未曾等待她一同入修院。
德蘭也曾受過「良心不安症」（Scrupulosity）的折磨，這是其他聖人如亚丰索·利古里（Alphonsus Liguori，也是教會聖師）及耶穌會會祖依納爵·羅耀拉（Ignatius Loyola）亦曾經歷的狀況。她總認為自己犯了錯，對任何事情都充滿強烈的罪咎感。連最簡單的行為與念頭都令她苦惱不已。她寫道：「若不親身經歷這場殉道，是難以理解的；而要我把那一年半的感受說出來，幾乎不可能。」

### 完全皈依
1886年的平安夜成為德蘭一生中的一個轉捩點；她稱之為她的「完全皈依」。聖誕夜，路易·馬丁和女兒們一起到大教堂參加子夜彌撒，但心中卻毫無喜悅。回到家後，按照往年習慣，德蘭把鞋子擺在壁爐前，等著人把禮物放進去。疲憊又有些煩躁的父親對瑟琳說：「幸好這是最後一年了！」德蘭聽了忍不住掉淚，但忽然間，她克服了情緒，轉而歡喜地在瑟琳面前打開禮物，讓姊姊驚訝不已。
多年以後，她表示那天夜裡她戰勝了自母親去世以來所承受的重重壓力，並說：「天主為使我一瞬間成長，施行了一個小奇蹟……在那蒙福的夜晚……耶穌為了愛我而甘願成為嬰孩，也願意讓我擺脫嬰兒時期的襁褓與不成熟。」她從中領悟到「在忘卻自我中找到喜樂」，並補充說：「我感覺到愛德進入了我的心，渴望忘記自己、取悅他人，從那時起我變得幸福。」
臨終前幾週，她又提起這件事：「今天我回想過去的人生，回想當年聖誕節那次勇敢的行動！這讓我想起人們對友弟德所說的讚美話：『你行事有男子氣概，你的心靈得以堅固。』很多靈魂會說：『我沒有力量做某種犧牲。』但她們也可以像我一樣——勇敢地做出第一次努力！天主從不拒絕這第一份恩寵，這份恩寵賦予人行動的勇氣，之後心靈便會堅固，人也能不斷地從勝利邁向勝利。」
依達·葛雷斯（Ida Görres）認為：「當德蘭在這場小小而平凡的勝利中戰勝了長久以來折磨她的敏感性時，她立刻明白了自己所經歷的是什麼；……自由就在於果斷地轉離自我……而一個人能將自己拋棄於自己之外，再次證明了良善、勝利純屬恩寵，是突然的賞賜……這並非強求所得，卻只能由耐心預備好的心靈所接納。」傳記作者凱瑟琳·哈里森（Kathryn Harrison）則說：「畢竟，在過去她曾試著控制自己，曾用盡全力卻都失敗。恩寵、煉金術、受虐型人格：無論用什麼視角來看德蘭這夜的光照，它都展現出其力量與危險。它將指引她走向人與神、生命與死亡、毀滅與神化之間的道路。正是她所渴望前往的終極之處。」
德蘭的性格及其早年經歷，特別是近年來，成為了人們分析的對象。天主教作家依達·葛雷斯，其正規研究以教會歷史與聖人傳記學為主，寫下了對德蘭性格的心理分析。一些作者認為，德蘭大半生都帶有強烈的神經質特質。哈里森總結道：「她的性情天生不適合妥協或中庸……她的一生不是用來壓抑而是引導她的慾望與意志——或許正是這股強烈的渴望與雄心縮短了她的生命。」

### 前往羅馬與加入加爾默羅會

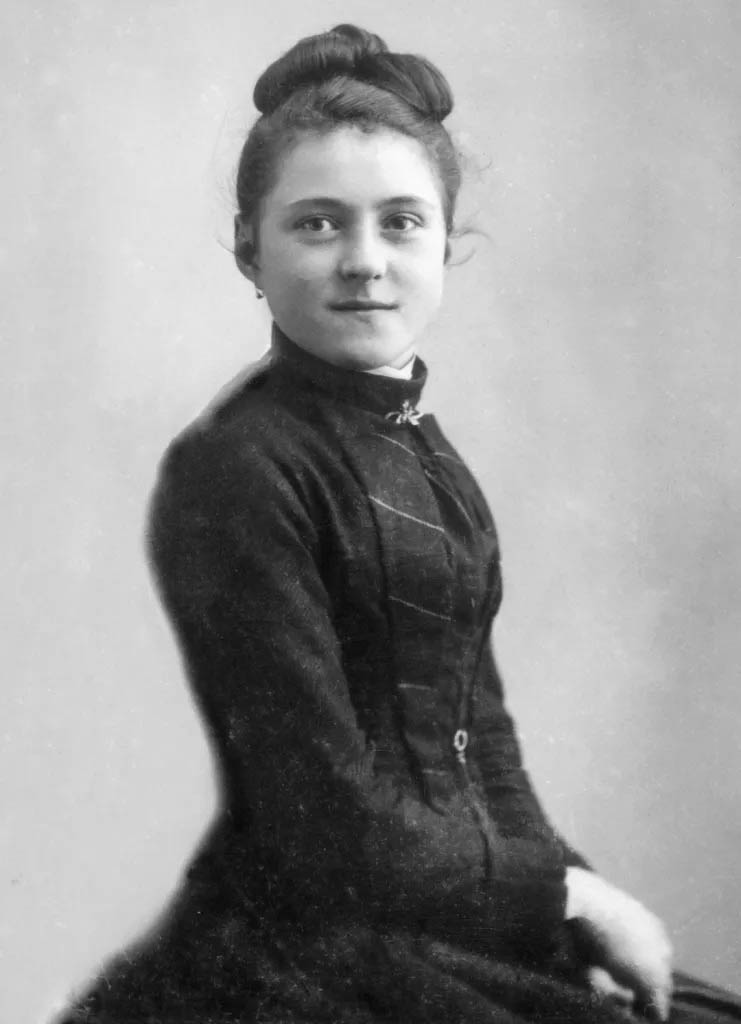
1888年，小德蘭15歲的樣子。「1888年4月拍攝的照片中，她臉龐清新、堅定，仍帶有女孩的神情……她那熟悉的長髮被嚴謹地往後梳起，盤成一個小髮髻，高高地束在頭頂上。」幾個月前，當她第一次尋求加入加爾默羅修院時，她也首次將頭髮盤起，象徵著自己告別童年。

在十四歲以前，也就是她剛開始進入一段內在平靜的時期時，小德蘭開始閱讀《效法基督》。她懷著極大的熱情閱讀這本書，就彷彿書中的每一句話都是專為她而寫：「天主的國就在你心中……全心歸向上主，遠離這可憐的世界，你的靈魂就會找到安息。」她時常攜帶這本書在身邊，日後她回憶說，這本書，以及另一類性質截然不同的著作——阿曼讓神父（Abbé Charles Arminjon）所講的《世界的終末與來世的奧秘》(The End of This World, and the Mysteries of the World to Come)——在這段關鍵時期成為她靈魂的糧食。之後她開始閱讀其他書籍，主要是歷史與科學類的著作。
在那年夏天，法國的報紙充滿了亨利·普朗齊尼（Henri Pranzini）的新聞。他因為殘忍殺害兩名婦女與一名孩童而被判死刑，對憤怒的大眾來說，他代表了一切威脅法國道德秩序的力量。1887年7月與8月間，德蘭為普朗齊尼的臨終懺悔熱切祈禱，只希望他的靈魂得救，然而普朗齊尼始終不曾表示悔意。直到8月底，報紙報導：就在斷頭台的刀鋒落下之前，普朗齊尼突然抓住十字架並親吻了三次。德蘭欣喜若狂，相信自己的祈禱拯救了他。她在他死後仍繼續為他祈禱。
1887年5月的一個星期日下午，德蘭走近她63歲的父親路易，此時他正坐在花園中，身體仍在從一場輕微中風中康復。她告訴父親，她希望在聖誕節前進入加爾默羅修院，以此慶祝她「皈依」的紀念日。德蘭和父親當場都忍不住落淚。隨後，父親起身，輕柔地摘下一朵白花遞給她，並向她解釋這朵花如何在天主的照料下被孕育、保存直到今天。他還說，上主如此徵召他的子女，是對他莫大的榮耀。德蘭後來寫道：「當我聽他說時，彷彿聽見了自己的故事——耶穌為這朵小花所做的一切，與祂為小德蘭所做的竟如此相似。」對德蘭而言，這朵花彷彿象徵著她自己，「彷彿註定要移植到一塊比她最初所生長的柔嫩青苔更肥沃的土壤上。」
德蘭重新展開努力，想加入加爾默羅會，但修院的院長德拉特神父（Chanoine Delatroëtte）仍以她年紀太輕為由拒絕了她的請求。這位神父曾因一樁類似事件的失敗而心有餘悸——這件事在里修已人盡皆知——因此他決定不再接納未滿21歲的申請者。唯一能改變他想法的，是主教本人才有的權威。為了安慰哭泣的女兒，路易向她保證會安排她與主教弗拉維安‧于戈農（Flavien Hugonin）會面。於是德蘭於10月31日前往巴約（Bayeux），主教親自接見她，並聆聽了她自幼便渴望奉獻於天主的心願。然而主教並未立即作出決定，而是表示他會先徵詢德拉特神父的意見。
如今只剩下一線希望：教宗良十三世（Léon XIII）。路易‧馬爾定即將參加一場由庫唐斯教區（Coutances）組織的羅馬朝聖之旅，將有機會親自見到教宗。1887年11月，德蘭與父親路易、姊姊賽琳一同參加庫唐斯教區組織的羅馬朝聖之旅，為了慶祝教宗良十三世的司鐸金禧。11月20日，在一次教宗的公開接見中，輪到德蘭時，她跪下請求教宗允許她加入加爾默羅修院。教宗回應道：「孩子，遵從你上級的決定吧……若這是天主的旨意，你將會進入修院。」然後給她祝福。但德蘭拒絕離開他的腳邊，最後由近衛隊將她帶離現場。
這次朝聖之旅仍繼續進行：他們先後參觀了龐貝、拿坡里、亞西西，然後經比薩與熱那亞返程。這趟近一個月的旅程非常及時，也讓她收穫豐富。她寫道：「我在這次旅程中所學的，勝過多年課堂的學習。」這是她人生中第一次、也是唯一一次離開她所熟悉的諾曼第。
值得注意的是，她原先只認識在祭台上服務的神父們，如今卻與他們同行，親耳聽他們的對話——並非總是那麼具有啟發性——也親眼見到他們的軟弱與缺陷。這些日子她逐漸明白：她的祈禱與奉獻應是為像普朗齊尼這樣的罪人；但她也驚訝地發現，加爾默羅會尤其為司鐸祈禱，這令她不解：因為在她眼中，神父的靈魂「潔淨如水晶」。然而這次朝聖之旅讓她明白，他們「也是脆弱軟弱的人」。她後來寫道：「那一個月中我遇見許多聖潔的神父，但也體會到，雖然他們的神品高於天使，他們依然是人，也會有人的軟弱。如果連耶穌稱為『地上之鹽』的聖者都需要人為他們祈禱，那麼那些冷淡的，又當如何呢？耶穌不是說過：『若鹽失了味，要用什麼使它再鹹？』我就是在義大利明白了我的聖召。」
這次旅程也是她第一次與年輕男子有較多接觸。在她沒有兄弟的生活中，「男性」的形象僅限於父親、古蘭叔叔與幾位神父。如今她有了第一次、也是唯一一次的經驗。她也更認識自己：她展現出開朗、幽默，並能自在地處於世俗場合。她意識到自己的女性魅力與美貌，並吸引了不少義大利青年。她察覺到自己其實可以走上一條光彩奪目的婚姻之路：「我的心很容易會被情感牽引。」賽琳在日後的列品聖徒調查中證實，朝聖團中有位年輕男子「對德蘭產生柔情的傾慕」。德蘭曾向姊姊坦白說：「耶穌該趕快將我從這污濁世界的氣息中帶走……我感覺到我的心很容易被柔情吸引，別人跌倒的地方，我也會跌倒。我們並不比別人堅強。」
不久之後，巴約主教正式授權修院院長接納德蘭。1888年4月9日，她正式成為里修加爾默羅修院的見習修女。

### 里修的加爾默羅会
德蘭所進入的修院，是一所歷史悠久、傳統深厚的院舍。1838年，兩位來自普瓦捷的加爾默羅修女被派往里修創建這間修院，其中一位是聖德蘭的日内维耶修女（Mère Geneviève de Sainte-Thérèse），在德蘭入院時仍健在。德蘭所居住並最終辭世的修院第二棟樓（包括修女的房間與病房）才建立十年左右。「她所見到的，是一個由高齡修女組成的團體，其中有些古怪乖僻，有些身心受創，有些冷淡自滿。幾乎所有修女都來自小資產階級與手工匠家庭。唯有院長與初學導師來自古老的諾曼第貴族家庭。可以說，唯有馬爾定家的三位姊妹代表了正在興起的新興中產階級。」
加爾默羅會是由阿維拉的聖德蘭於十六世紀改革而成，基本上致力於個人與團體的祈禱生活。里修的修女們嚴格遵守修會的憲章：每年有七個月每日僅可進食一餐，空閒時間極少；整座修院僅有一間房間設有暖氣。靜默與獨處的時光非常多，但創院修女也安排了共同工作與休憩的時段——嚴厲的生活不該阻礙姊妹之間喜樂與和睦的關係。該修院創立於1838年，到了1888年，已有26位修女，來自各種不同的階層與背景。
德蘭的初學期自1888年4月9日（星期一）進入加爾默羅修院那天開始。當天領了聖體後，她感受到一份內心的平安，後來她寫道：「我的渴望終於實現了，我無法形容我靈魂中那份深沉而甜美的平安。在我這八年半的修院生活中，這份平安一直陪伴著我，即使在最艱難的考驗中也未曾離開過我。」
從孩童時期起，德蘭就夢想著有一天天主會引領她進入一片「曠野」。如今，她終於踏入了這片曠野。雖然她如今與瑪麗（Marie）和寶琳（Pauline）團聚，但從第一天開始，她便開始努力與自己的姊姊們保持距離。甫一進院，院長瑪利亞·貢札嘉（Marie de Gonzague）便將德蘭交給大姊瑪麗，由她指導德蘭學習《時辰禮儀》。不久後，她又指派德蘭在餐廳裡協助寶琳。當她的表姊瑪麗·蓋蘭（Marie Guérin）也進了修院後，她安排她們兩人一同擔任聖堂的司祭助手。
德蘭嚴格遵守修會規定：工作期間不得閒聊。她只能在餐後的公共休憩時間見到姊姊們。那時，她總是坐在自己碰巧靠近的人身邊，或是選擇坐在那些她觀察到情緒低落的修女身旁，而不顧自己的親姊妹可能產生的敏感或嫉妒情緒。「我們四人共處一室，得向其他人致歉，」她常這樣說，「我死後，你們務必要小心，不要彼此過家庭式的生活……我不是為了和姊姊們在一起才來加爾默羅；相反地，我很清楚她們的在場對我來說是一種犧牲，因為我下定決心不向血緣情感妥協。」
儘管初學導師瑪利亞·安日（Marie of the Angels）認為德蘭學得慢，但這位年輕的初學修女適應得很好。她寫道：「天主賜給我一份恩寵，讓我在進修院時沒有任何幻想。我發現修道生活與我想像中的完全一樣，沒有一項犧牲令我驚訝，然而……我的第一步卻是荊棘多於玫瑰！」
她選擇了耶穌會士阿爾米爾·皮雄神父（Almire Pichon SJ）作為她的神師。1888年5月28日的第一次見面中，她向他作了總告解，回顧了自己一生的罪過。這次告解讓她感到極大的釋放。這位神父自己也曾受良心不安困擾，因此能理解並安慰她。幾個月後，他前往加拿大傳教，德蘭只能偶爾透過書信向他請益，但回信很少。1897年7月4日，她對寶琳說：「皮雄神父太把我當小孩看了；不過，他曾告訴我我沒有犯過大罪，這一點倒是讓我得益不少。」
在初學期間，德蘭因缺乏手工和勞動技能，遭到部分修女的刁難。其中刺繡最為出色的聖文生·德·保祿修女（Sœur Saint Vincent de Paul）讓她感到難堪，甚至取笑她是「大山羊」。與所有修女一樣，德蘭也經歷了修院生活中性格、脾氣、敏感與病痛等差異帶來的起伏與張力。但她最大的苦痛並非來自修院內部。1888年6月23日，父親路易·馬爾定突然失蹤，數日後才在勒阿弗爾的郵局中被人发现。這起事件標誌著她父親身心狀況惡化的開始，並最終於1894年7月29日去世。

### 見習期

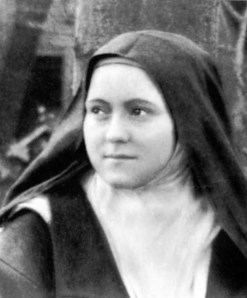
里修的德肋撒，拍攝於約1888–1896年

德肋撒的見習期於1889年1月10日結束，這天她領受了修會服。自此，她穿著「粗糙的家織布和棕色肩帶、白色頭巾與面紗、皮腰帶掛著念珠、羊毛襪子、繩製涼鞋」。她父親的健康暫時穩定，因此能夠參加，但在她領受修會服後十二天，她父親中風，被送往卡昂的私人療養院「善救者院」（Bon Sauveur），在那裡停留了三年，直到1892年才回到里修。在這段期間，德肋撒更加深化了自己的聖召意識：過一種隱藏的生活，為司鐸祈禱並奉獻她的痛苦，忘記自己，多行隱密的慈善。她寫道：「我特別努力去實踐小德行，因為我沒有能力去行大的德行……」在這段見習期的信中，德肋撒一次又一次地回到「渺小」這個主題，把自己比作一粒沙子——這個形象是她向保琳借來的……「越來越小、越來越輕，好讓愛的微風更容易將我提起」。她餘生的特徵將是退隱與捨棄。
她深入研讀十字若望的著作，這在當時並不常見，尤其對如此年輕的修女來說更是罕見。「噢！我從我們聖父若望十字的作品中獲得了多麼深刻的啟示！在我十七、十八歲時，我沒有其他的神修食糧……」她對這位加爾默羅會的經典作家感到深厚的共鳴（雖然似乎沒有什麼吸引她去讀阿維拉的德肋撒的作品），並熱切地研讀他的著作：《攀登加爾默羅山》、《淨化之道》、《神修之歌》、《愛的活焰》。這些著作的章節被她編織進自己所說和所寫的一切之中。在她看來，某些修女心中的天主之懼使她癱瘓，「我的天性如此，恐懼會令我退縮，而愛不僅使我前進，還讓我飛翔」。
當一位加爾默羅會修女進入修會時，她會得到一個新名號，並總會配上一個形容語——例如「耶穌的德肋撒」、「至聖三一的依撒伯」、「眾天使的亞納」。這個形容語標示出她應特別虔敬默想的奧跡。「德肋撒的修會名——其實有兩個——必須結合起來，才能理解它的宗教意義」。第一個名號是她九歲時由岡薩加瑪利亞院長（Marie de Gonzague）承諾給她的「聖嬰耶穌的」（of the Child Jesus），並在她進入修院時賜予她。本身對耶穌童年的敬禮是十七世紀加爾默羅會的傳承——它專注於天主威嚴以極端的軟弱與無助的形體呈現，即自我卑微的驚人奧跡。法國耶穌祈禱會神父皮埃爾·德·貝呂勒（Pierre de Bérulle）復興了這種古老的敬禮。然而當她領受面紗時，德肋撒又取了第二個名號：「聖容的」（of the Holy Face）。
在她的見習期中，默想聖容被說成滋養了她的內在生活。這是一幅描繪耶穌在苦難中容貌受損的形象。她默想依撒意亞先知書（第53章）的某些經文。在去世前六週，她對保琳說：「依撒意亞的話：『他無華美可觀，無榮耀可羨……被人藐視、棄而不顧……我們對他毫不重視；他實在是被藐視的人』（依53:2–3）——這些話是我全部聖容敬禮的基礎。我也願意沒有美貌與吸引力，為一切受造物所不識」。在她發願的前夕，她寫信給瑪利修女：「明天我將成為那位『面容被遮掩、為人所不識』的耶穌的新娘——何等的結合與何等的前程啊！」。這番默想也幫助她理解父親所處的屈辱境況。
通常在最終發願前的見習期為一年。德肋撒希望在1890年1月11日或之後作出最後承諾，但由於仍被認為年紀太小，她的發願被延後。她比標準的一年多當了八個月的見習修女。1889年結束時，她在俗世的舊家「小樹叢」（Les Buissonnets）被拆除，家具分給了古蘭家族與加爾默羅會。直到1890年9月8日，17歲半的她才舉行宗教發願。為了迎接這個「不可撤回的承諾」而進行的避靜，特徵是「完全的乾枯」。在發願前夕，她陷入恐慌，擔心「自己想要的東西超出能力，她的聖召只是虛幻」。
在見習導師和岡薩加瑪利亞院長的安慰下，第二天她的宗教發願如期舉行，「一股超越一切理解的平安湧入我的靈魂」（斐4:7）。她在心口貼著自己在避靜時寫下的發願信：「願受造物對我全然無所佔有，願我對他們也全然無所佔有，唯願祢，耶穌，成為一切！願沒有人關注我，願我被視為可被踐踏之人……願祢的旨意在我內完全成就……耶穌，允許我拯救許多靈魂；今天不要讓一個靈魂喪亡；願煉獄中的一切靈魂都得救……」9月24日的公開儀式則充滿了「悲傷與苦澀」：「德肋撒覺得自己還年輕，也孤單，為於格農主教（Hugonin）的缺席而哭泣，為皮雄神父（Pichon）遠在加拿大而哭泣，也為父親仍被關在療養院而哭泣」。然而岡薩加瑪利亞院長寫信給圖爾的隱修院院長說：「這位天使般的孩子只有十七歲半，卻有三十歲的判斷力，具備老練見習修女的宗教完美和自我克制；她是一位完美的修女」。

### 隱修会的生活

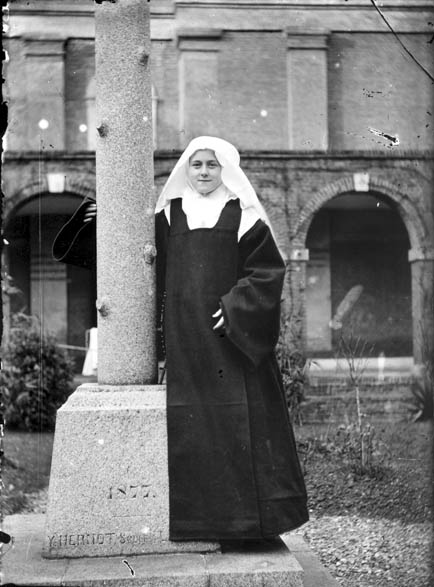
德蘭，約 1889 年

隨後的歲月是她逐漸成熟的時期。德蘭祈禱時不再有強烈的感性情感，她增加了許多細小的慈愛與關懷之舉，做一些微小的服務。她在沉默中接受批評，即使是不公正的責難，也仍對待她不友善的修女報以微笑。她常常為司鐸祈禱，尤其是為海賽因斯‧羅瓦松（Hyacinthe Loyson）。這位神父曾是聖敘培司鐸會的一員，又曾當過道明會修士見習生，之後在嘉布遣會度過十年，但於1870年脫離天主教。兩年後，他迎娶了一位自己多年前帶領歸化天主教的新教寡婦。雖然他遭到絕罰，但仍繼續在法國各地巡迴演講。當時的教會報刊稱羅瓦松為「叛教者」，而作家萊昂‧布盧瓦更嘲諷他；然而德蘭一生都為這位前嘉布遣修士的歸化祈禱，並稱他為「我們的弟兄，聖母的兒子」。在1897年8月19日，她奉獻了最後一次聖體，特別為羅瓦松的皈依而獻上。
嘉布遣隱修院的神師尤夫神父（Father Youf）經常強調對地獄的恐懼。當時神修避靜的講道多半以罪惡、煉獄的痛苦以及地獄的折磨為重心。這對德蘭沒有幫助，她在1891年經歷過「各種內在的巨大考驗，甚至有時懷疑天堂是否真實存在」。在一次講道中聽到的一句話使她淚流滿面：「沒有人知道自己是否值得被愛，或是被恨。」然而1891年10月的避靜則由聖納澤爾的方濟各會會士亞歷西斯‧普魯（Father Alexis Prou）主持：「他專門向大群群眾講道（比如在工廠裡），似乎並非是適合幫助修女們的人。然而在眾人之中，只有聖嬰德蘭找到安慰……他的講道關於捨棄自我（abandonment）與慈悲（mercy），使她的心靈大大開展。」
這確認了她本身的直覺。她寫道：「我的靈魂就像一本書，神父比我更能讀懂它。他讓我揚帆全速駛向那股吸引著我的信賴與愛的浪潮，而我之前卻不敢冒險前行。他告訴我，我的過錯並沒有冒犯天主。」她的靈修生活越來越深植於福音，她隨身常帶著福音書。當時的虔敬生活多仰賴註解，但德蘭卻請瑟琳（Céline）將《福音書》與《聖保祿書信》裝訂成一本小冊子，好讓她能貼近心口隨身攜帶。她說：「尤其是福音支撐著我祈禱的時光，因為在其中我找到我這可憐小靈魂所需要的一切。我不斷在其中發現新的光亮，隱藏而神秘的涵義。」
隨著時間推移，德蘭意識到「偉大靈魂」那崇高境界對自己沒有吸引力。她直接尋找耶穌的話語，這些話照亮了她的祈禱與日常生活。德蘭於1892年10月的避靜指出了一條「向下」的道路。若有人問她住在哪裡，她會停頓一下並引用：「狐狸有洞，天空的飛鳥有巢，但人子卻沒有枕頭的地方。」（瑪竇福音 8:20）她在1892年10月19日寫信給瑟琳：「耶穌把我們提升至世上所有脆弱、轉瞬即逝的事物之上。像匝凱一樣，我們爬上樹去看耶穌，而現在讓我們聽聽祂對我們說什麼：快快下來，今天我必須住在你家裡。那麼，耶穌是要我們下降嗎？」她在信中加以澄清，以免瑟琳誤以為她是指放棄食物或住所：「這裡指的是內在之處。」「德蘭知道自己的德行，甚至自己的愛，都是有缺陷的，被自我所玷污，那是一面過於混濁的鏡子，無法反映天主的光榮。」她繼續努力尋找方法，「更有效地剝去自我」。她寫道：「毫無疑問，我們的心已經空虛於受造物，然而，哎呀，我覺得我的心並沒有完全空虛於自己，正因如此，耶穌告訴我：要下降。」

### 依搦斯姆姆
1893年2月20日，寶琳（Pauline）當選為加爾默羅會院長，並取名「依搦斯姆姆」（Mother Agnes）。她任命前任院長為初學導師，並讓德蘭成為她的助理。由此，指導修女初學者的工作主要落在德蘭身上。
在接下來的幾年裡，她展現出一種才能，即能夠向那些受教育較少的修女清晰地闡明教義。一個萬花筒——其三面鏡子能將彩紙碎片變為美麗的圖案——成為她用來詮釋至聖聖三的靈感比喻。「只要我們的行為，即使是最微小的，也不脫離天主聖愛的焦點，那麼象徵聖三的一面三鏡，就能使它們映照出奇妙的美麗。耶穌透過那片小小的鏡片，也就是祂自己來看我們，祂總能在我們所做的一切中看見美麗。但若我們偏離了這無法言喻的愛的焦點，祂又會看見什麼呢？只是一些稻草……污穢而毫無價值的行為罷了。」「另一個她所珍愛的形象，是新近發明的電梯。德蘭常以此作為比喻，形容天主的恩寵——一股力量，將我們提升到我們自己無法達到的高度。」
年幼時在孤兒院輾轉度日、情緒常被形容為不穩定、且性情暴躁的修女耶穌的瑪爾大（Martha of Jesus），在列品調查中作證，見證了這位年輕導師的「非凡奉獻與臨在」。「德蘭故意去尋找那些脾氣最難以忍受的修女作伴。對自己喜愛的人施行仁愛，這有什麼功德呢？德蘭刻意去接近、並因此去愛那些令她厭惡的人。這是一種有效的方法，使她獲得內心的貧窮——一種去除安逸的方式。」
1893年9月，德蘭按照修會慣例，已暫願三年期滿，她卻要求不要晉升，而是繼續以初學修女的身份生活。作為初學修女，她必須時常向立下終身願的修女們請示。她永遠不會被選為任何重要職務。如此，她能與初學者保持緊密聯繫，並持續照顧她們的靈性需求。1894年，全法國都在為聖女貞德舉行慶典。1月27日，教宗良十三世准許展開她的列品案，宣布這位來自洛林的牧羊姑娘為「可敬者」。德蘭利用其舅舅依斯鐸（ Isidore）贈送給加爾默羅院的亨利-亞歷山大·瓦隆（Henri-Alexandre Wallon）的《聖女貞德史》一書，撰寫了兩幕「虔誠的戲劇」——也就是由幾位修女在某些慶日為團體演出的短劇。第一幕《聖女貞德的使命》描述貞德如何回應天上聲音召喚她投入戰鬥，於1894年1月21日在加爾默羅院上演，第二幕《聖女貞德完成使命》則描繪了她因此而遭受的殉道，在正好一年後的1895年1月21日上演。傳記作者依達·格勒斯（Ida Görres）認為，這些劇作「幾乎就是未加掩飾的自我寫照」。1894年7月29日，德蘭的父親路易·馬丁（Louis Martin）逝世。

### 「神嬰小道」
德蘭以成為聖人的決心進入里修加爾默羅會。然而，到1894年底，經過六年修道生活，她深深感受到自己的渺小與微不足道。她看清了自己一切努力的有限與不足，意識到自己始終是那麼卑微，離她所渴望全然實踐的無限愛情仍然遙遠。據說正是在這種自覺中，她明白到：正因為自己的卑微，她更需要學會向天主祈求援助。她的姊姊賽琳進入修院時，帶來了相機與筆記本，上面抄錄了《舊約聖經》的經文——這些經文在修院所使用的魯汶聖經譯本中並未收錄。德蘭就在其中找到了一段令她震撼的箴言：「誰是無知的，請轉身到這裏來！」（箴言 9:4）。
另一段使她深受感動的經文來自《依撒意亞先知書》：「她的乳兒將被抱在懷中，放在膝上搖擺。就如人怎樣受母親的撫慰，我也要怎樣撫慰你們」（依撒意亞 66:12-13）。德蘭由此領悟，正是耶穌要將她懷抱，帶領她登上聖德的高峰。她的渺小、她的有限，不再是沮喪的理由，反而成了喜樂的泉源。直到她的自傳「手稿C」中，她才為這一發現取名為「小道」（petite voie）。她這樣描述：
「我要尋找一條通往天堂的小道——一條極短、極直的新道路。我們生活在發明的時代，現今富人無需費力攀登樓梯，因為有電梯。那麼，我也要尋找一部能將我舉升到天主前的電梯，因為我太渺小，不能攀登那陡峭的完德之階……耶穌啊，你的臂膀就是那部電梯，要把我提升直達天鄉。為了到達那裡，我無需長大，反而必須保持渺小，甚至更為微小。」
在追求聖德的道路上，為了表達她對天主的愛，她深信並非必須完成驚人的壯舉或偉大的事業。她寫道：「愛唯有透過行動才能證明；然而我能做什麼來表示我的愛呢？偉大的行動對我遙不可及。唯一證明我愛的方式就是散播花朵——每一個小小的犧牲、每一個眼神與話語、以及為愛而完成的最微小的行動，都是花朵。」
「小道」成為德蘭靈修的基石。在教會內，人們曾一度稱之為「神嬰小道」（La petite voie d'enfance spirituelle），然而德蘭本人實際上只在三處寫過「小道」一詞，卻從未使用過「神嬰小道」這個表達。是她的姊姊保琳在她逝世後，以「神嬰小道」來詮釋她的道路。
1897年5月，德蘭在寫給魯朗神父（Father Adolphe Roulland）的信中說：「我的道路完全是信賴與愛的道路……」她又寫道：
「有時當我閱讀某些靈修著作，裡面將完德描繪成千重障礙、幻象環繞之時，我那貧乏的心智很快就疲憊了。我合上那些使我頭昏、使我心枯的書卷，而打開聖經。此時一切在我眼前都變得光明，一句話就向我的靈魂揭示無窮的視野。完德似乎變得容易，我明白只需承認自己的虛無，並如嬰孩般將自己交託在天主的懷抱中。至於那些偉大的著作，就留給大智大慧的靈魂去研究和實踐吧，我既不懂，也無力實行。我卻為自己的渺小而喜樂，因為唯有像小孩子的人，才能進入天國的筵席。」

## 命名机构
- 香港教区聖德肋撒堂
- 上海教区大通路圣女小德肋撒堂
- 上海教区横沙圣女小德肋撒堂
- 重慶總教區江北聖德肋撒堂
- 聖德蘭學校
- 聖德肋撒醫院
- 德蘭中學
- 天主教聖華學校
- 德來小妹妹會
- 小花會

### 引用
1. ↑  Shrine of Alençon : St. Therese's birthplace 的存檔，存档日期2013-12-07.
2. 1 2  . Holy See: Libreria Editrice Vaticana.   [13 October 2018].
3. ↑  Simar, Jean-Marie; Boubli, Nathalie. . Sanctuaire d'Alençon (Shirne of Alençon). 2015  [2018-04-19].
4. ↑  Descouvemont (1996)，第14頁.
5. ↑  Simar, Jean-Marie; Boubli, Nathalie. . Sanctuaire d'Alençon (Shirne of Alençon). 2015  [2018-04-19]. （原始内容存档于2015-12-08）.
6. 1 2  . Society of the Little Flower.
7. ↑  O'Malley, Vincent J., Ordinary Suffering of Extraordinary Saints (1999); ISBN 0-87973-893-6, p. 38.
8. ↑  Görres (1959)，第66頁.
9. 1 2 3  Saint Therese of Lisieux, Pauline enters the Carmel in Story of a Soul
10. ↑  O'Connor (1983)，第19頁.
11. ↑  Descouvemont (1996)，第53頁.
12. ↑  https://www.ccreadbible.org/Members/Bona/For-Bible/column/Saint-story/1001-st.Therese
13. ↑  Gaucher (1993)，第47頁.
14. ↑  LaForest (2000)，第15頁.
15. ↑  Saint Thérèse & Taylor (tr.) (2006)，第32頁.
16. ↑  Manuscript A, chapter 3, Story of a Soul.
17. ↑  Descouvemont (1996)，第52頁.
18. ↑  Monahan (2003)，第45頁.
19. ↑  Monahan (2003)，第54頁.
20. ↑  Görres (1959)，第112頁.
21. 1 2  Harrison (2003)，第63頁.
22. ↑  Görres (1959)，第83頁.
23. ↑  Armstrong, Karen (1986) The Gospel according to woman: Christianity's creation of the sex war in the West, p. 234, London, Fount, ISBN 0-006279-53-8
24. ↑  Furlong, Monica (1987), Thérèse of Lisieux, p. 9, London, Orbis Books, 2001.
25. ↑  Six, Jean François（法语） (1976), La verdadera infancia de Teresa de Lisieux: neurosis y santidad, passim, Madrid, Studium.
26. ↑  Harrison (2003)，第21頁.
27. ↑  Thomas à Kempis. . Dover Press. 2003. ISBN 0-486-43185-1.
28. ↑  Görres (1959)，第126–127頁.
29. ↑  O'Connor (1983)，第22頁.
30. ↑  O'Connor (1983)，第34頁.
31. 1 2  Saint Therese of Lisieux, After the Grace of Christmas in Story of a Soul
32. ↑  Jestice, Phyllis G. (2004), Holy people of the world, ABC-CLIO; ISBN 1-57607-355-6.
33. ↑  Gaucher (1993)，第77頁.
34. ↑  Görres (1959)，第153–154頁.
35. ↑  Görres (1959)，第193–195頁.
36. ↑  O'Riordan, Maureen. . 2017  [2018-04-19].
37. ↑  Saint Thérèse & Taylor (tr.) (2006)，第63頁.
38. ↑  Peter Kwasniewski, St. Thérèse of Lisieux on the Sacristans of Her Convent
39. 1 2  Görres (1959)，第185頁.
40. ↑  Saint Therese of Lisieux, The first years in Carmel in Story of a Soul
41. ↑  Gaucher (1993)，第92頁.
42. ↑  The archives of the Carmel of LiseuxCJ July 1897
43. ↑  Gaucher (1993)，第99頁.
44. ↑  Saint Thérèse of Lisieux. . 由John Clarke翻译. ICS Publications. 1982: 403 (March 1888). ISBN 978-0-96008769-3.
45. ↑  Harrison (2003)，第91頁.
46. ↑  Görres (1959)，第250–251頁.
47. ↑  Gaucher (1993)，第109頁.
48. ↑  Görres (1959)，第258頁.
49. ↑  Daily life in the Carmel at the time of Thérèse – The taking of the habit and the profession
50. ↑  Isaiah 53:2–3
51. ↑  Saint Thérèse & Taylor (tr.) (1977)，第135頁，"The Yellow Notebook".
52. ↑  Görres (1959)，第261頁.
53. ↑  Harrison (2003)，第97頁.
54. ↑  Philippians 4:7
55. ↑  Harrison (2003)，第98頁.
56. ↑  The archives of the Carmel of Lisieux, LOYSON Hyacinth
57. ↑  Gaucher (1993)，第118頁.
58. ↑  Saint Thérèse & Clarke (tr.) (1996)，第7–8, 279–282頁.
59. ↑  Dominican article on Gospel and Thérèse of Lisieux (in Italian).
60. ↑  Harrison (2003)，第108頁.
61. ↑  Saint Thérèse of Lisieux. . 由John Clarke翻译. ICS Publications. 1988: 762 (October 1892). ISBN 978-0-93521610-3.
62. ↑  Görres (1959)，第114頁.
63. 1 2  Harrison (2003)，第111頁.
64. ↑  Görres (1959)，第401頁.
65. ↑  Proverbs 9:4
66. ↑  Isaiah 66:12–13
67. 1 2  （法語） Thérèse de l'Enfant-Jésus. . Paris: Cerf. 1985: 236, 302. ISBN 2-20402076-1. Template:Access-date
68. ↑  Saint Thérèse de Lisieux. . Hamburg: Tredition GmbH. 2012. ISBN 978-3-84720699-6., read online: , a, , b-c. Template:Access-date.
69. 1 2  Benedict XVI. . Holy See: Libreria Editrice Vaticana. 6 April 2011  [13 October 2018]. "little way of trust and love", of spiritual childhood.
70. ↑  The Little Flower, St. Thérèse of Lisieux. . Holy Water Books. 2021: 176–177. ISBN 978-1950782352. read online:
71. ↑  . Carmel.asso.fr.   [22 June 2017] （法语）.
72. ↑  Pope John Paul II. . Holy See: Libreria Editrice Vaticana. 19 October 1997  [13 October 2018].
73. ↑  Pope Francis. . Holy See: Libreria Editrice Vaticana. 30 December 2015  [22 June 2017].
74. ↑  Pius XI. . Holy See: Libreria Editrice Vaticana. 17 May 1925  [13 October 2018] （意大利语）. via dell'infanzia spirituale.
75. ↑  De Meester, Conrad. . Staten Island, NY: Alba House (Society of Saint Paul). 1998: 5. ISBN 0-81890819-X.
76. 1 2  Letter 226 to Father Adolphe Roulland in the archives of the Carmel of Liseux, 9 May 1897]

## 外部連結
- The little flower of Lisieux (bio, photos and insight into the Saint's miraculous life) here http://www.normandythenandnow.com/st-therese-the-little-flower-of-lisieux/ （页面存档备份，存于）
- Archives of the Carmel of Lisieux translated into English - official Little Flower Web site - 10,000 pages and 5,000 photos （页面存档备份，存于）
- Web site of the Pilgrimage Office at Lisieux （页面存档备份，存于）
- Shrine of Alençon : Family home, birthplace and baptism's church of St. Therese
- "Saint Therese of Lisieux: A Gateway" （页面存档备份，存于）, a comprehensive Web site about the life, writings, spirituality,and mission of Saint Therese of Lisieux
- The miraculous intercession of St Therese in the lives of four Mystics （页面存档备份，存于）
- Sainte Thérèse de Lisieux, biographie （页面存档备份，存于）
- The Story of a Soul (L'Histoire d'une Âme) （页面存档备份，存于）: The Autobiography of St. Thérèse (early edition heavily edited by Thérèse's sister)
- https://web.archive.org/web/20090827183320/http://www.saintetherese.org/ (Sainte Thérèse – Mansourieh / Liban) Parish site in the Lebanese language
- Pope John Paul II's Divini Amoris Scientia in English （页面存档备份，存于）
- Catholic Encyclopedia article （页面存档备份，存于）
- Thérèse de Lisieux的作品  - 古騰堡計劃 early 20th century editions, heavily edited by Therese's sister
- Second Class Relic of Saint Thérèse of Lisieux （页面存档备份，存于）
- Saint Thérèse Memorial Page at FindaGrave （页面存档备份，存于）
- A collection of pictures of Thérèse, on the Lisieux Sanctuary website
- Saint Theresa's Shrine, first shine dedicated to the saint in the world （页面存档备份，存于）
- 小德兰爱心书屋 （页面存档备份，存于）
- 圣女小德兰二十一篇祈祷
- 圣女小德兰最后言谈录（上）
- 圣女小德兰最后言谈录（下）